# Castillo de Katz

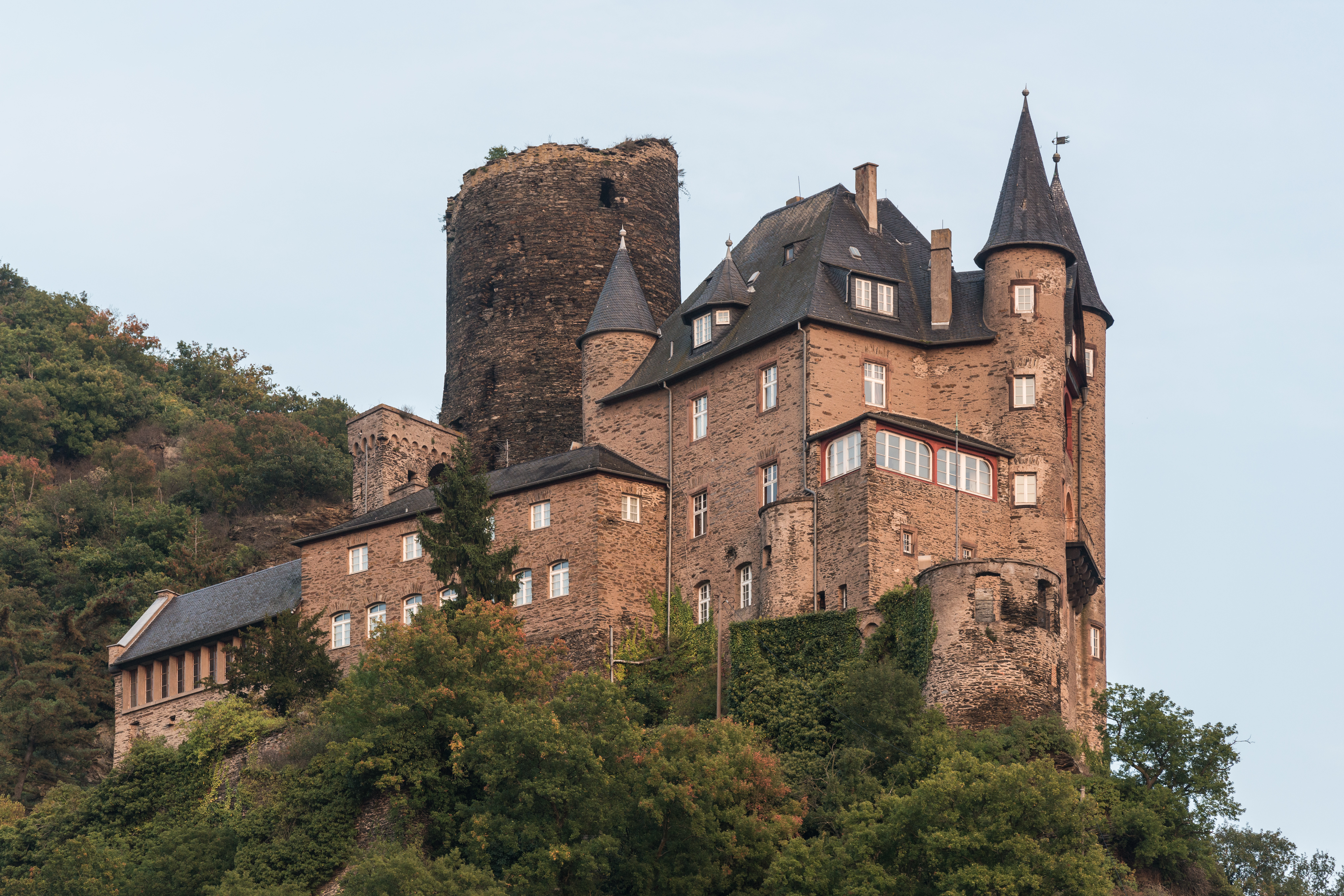
Otra vista del castillo

El castillo de Katz (en alemán: Burg Katz, lit. 'castillo del gato') es un castillo medieval alemán construido sobre un saliente que domina la ciudad alemana de Sankt Goarshausen, a orillas del río Sankt Goar, en el estado federado de Renania-Palatinado. Su construcción fue encargada por el conde Guillermo II de Katzenelnbogen alrededor del año 1371. En 1806 Napoleón bombardeó el castillo pero fue reconstruido entre 1896 y 1898. En la actualidad es de propiedad privada y no está abierto al público.
Está incluido en el conjunto Valle Superior del Medio Rin, declarado Patrimonio de la Humanidad por la UNESCO en el año 2002.

## Historia

### Etimología
Había una fortaleza anterior en esa ubicación conocida como: "Burg Katzenelnbogen" (literalmente: castillo del codo de gato), por lo que el nuevo se le llamó 'Burg Neukatzenelnbogen' (castillo nuevo del codo de gato). Con el tiempo, por comodidad y cercanía, se acabó denominando simplemente "die Burg Katz" (el castillo del gato).
Está popularmente vinculado con el Burg Maus (el castillo del ratón) que de hecho se  construyó en una ubicación cercana al de Katz como contrapartida militar.
En 1435, los condes de Katzenelnbogen fueron los primeros en plantar uva Riesling en los viñedos del castillo.

### Descripción
El castillo es una construcción compacta formada principalmente por una gruesa muralla y una imponente torre del homenaje que en sus orígenes, del lado del acantilado, alcanzaba 40 metros de altura.
El castillo de Katz y sus alrededores son el lugar donde se desarrolla la acción del cómic belga Yoko Tsuno.

## Galería

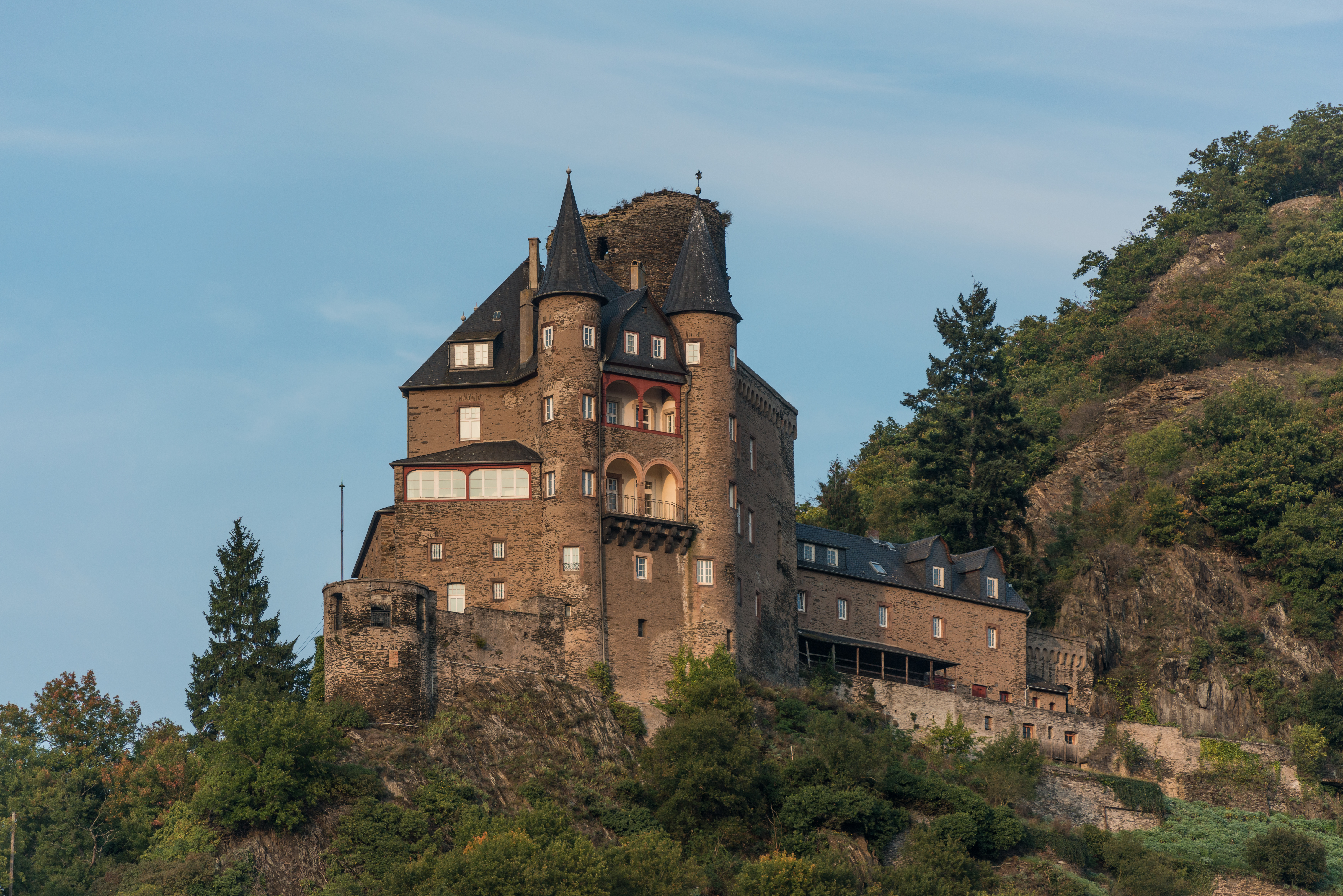
Vista desde el suroeste.
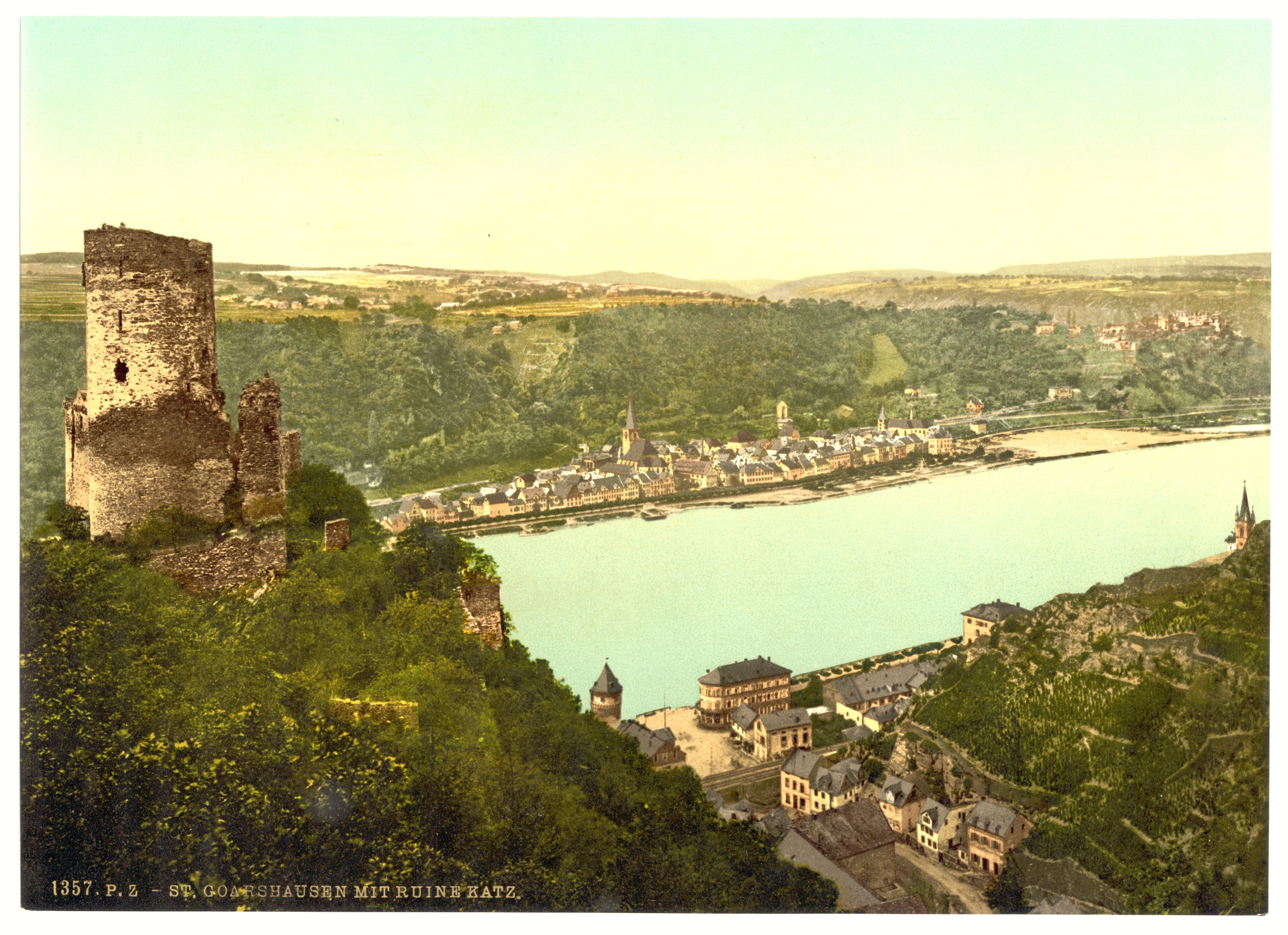
El castillo en 1890 antes de su reconstrucción.
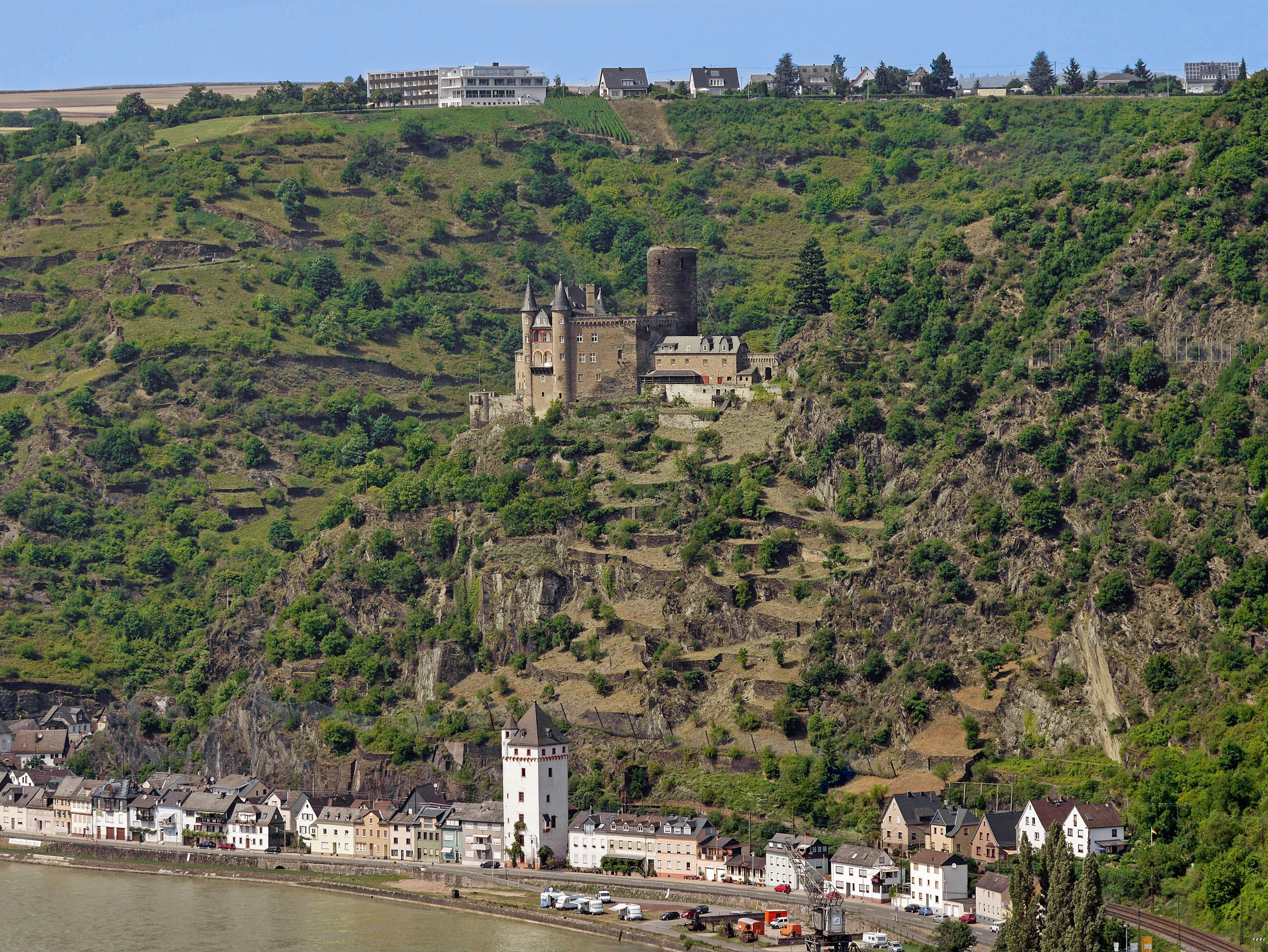
Vista desde Lorelei.
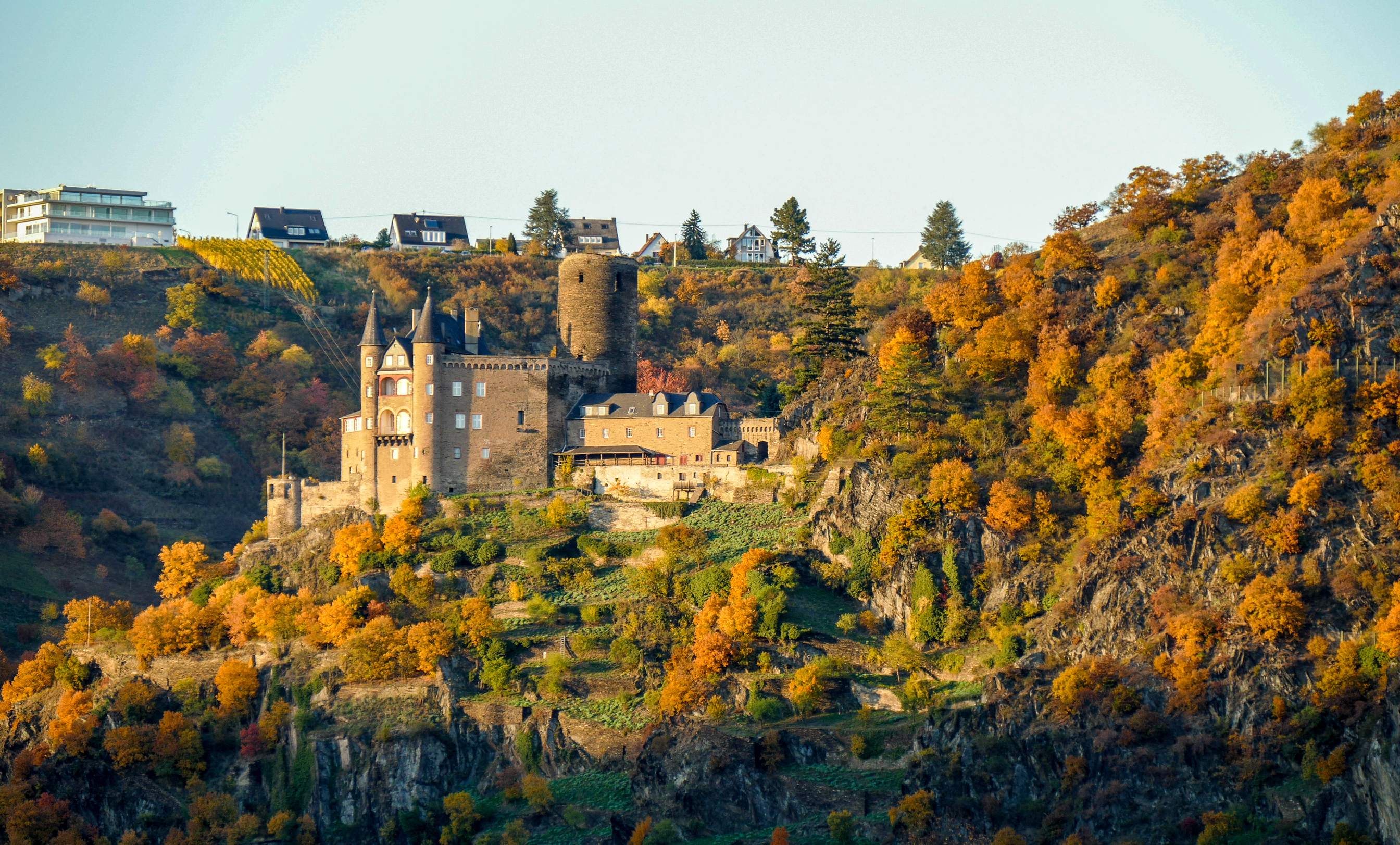
Vista desde el puerto de Lorelei.
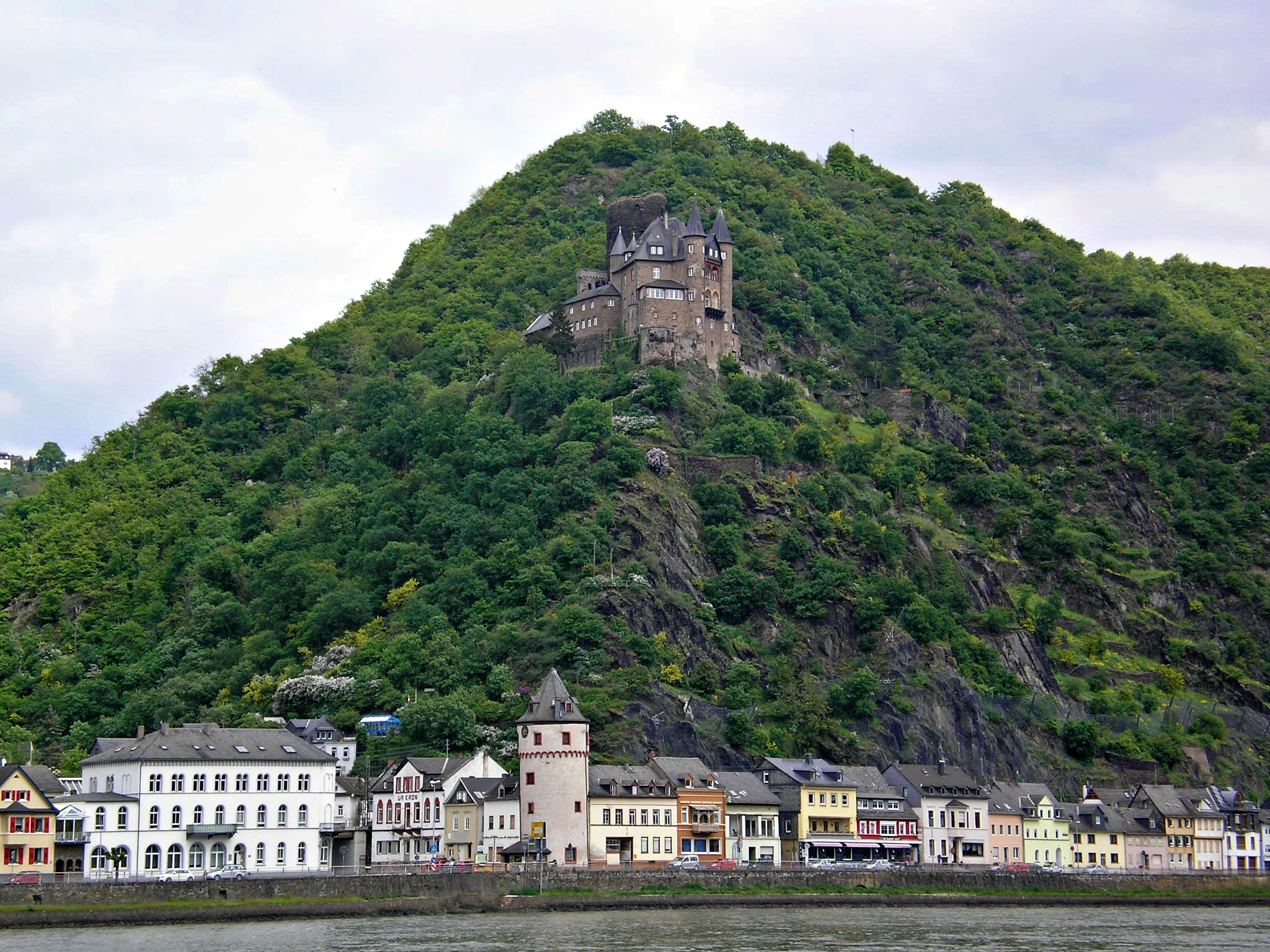
Vista desde el Rin.
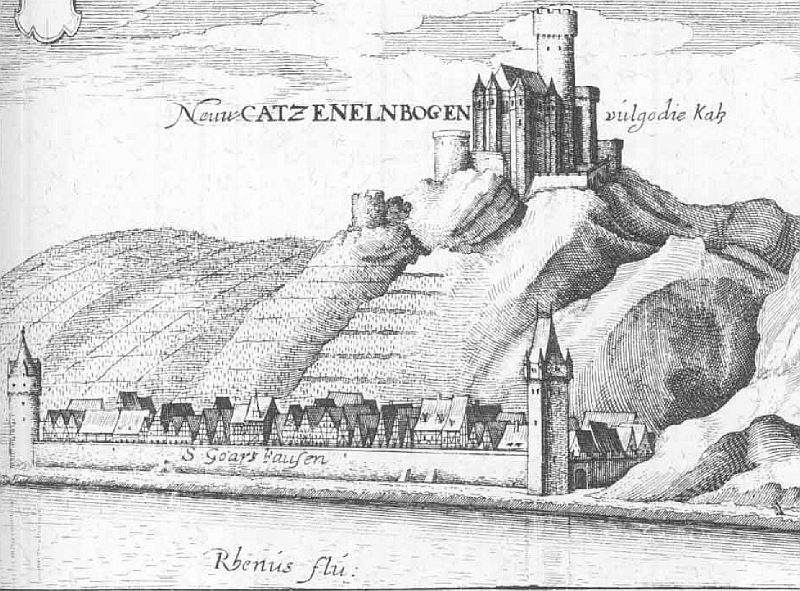
Ilustración del castillo, año 1655.